# Гураль Лук'ян Єрофійович
Лук'ян Єрофійович Гураль (псевдо: «Герцет»; 1919, с. Баїв, Луцький район, Волинська область — 23 червня 1941, м. Луцьк) — районний провідник ОУН Торчинського району.

## Життєпис
Народився у 1919 році в селі Баїв (тепер Луцького району Волинської області).
Член ОУН з 1930-х років. У 1940 році районний провідник ОУН Торчинського району Ковельсько-Володимирської округи. Заарештований більшовиками і розстріляний в другий день німецько-радянської війни 23 червня 1941 року в Луцькій в'язниці.